# パリ・デジタルイノベーション大学院

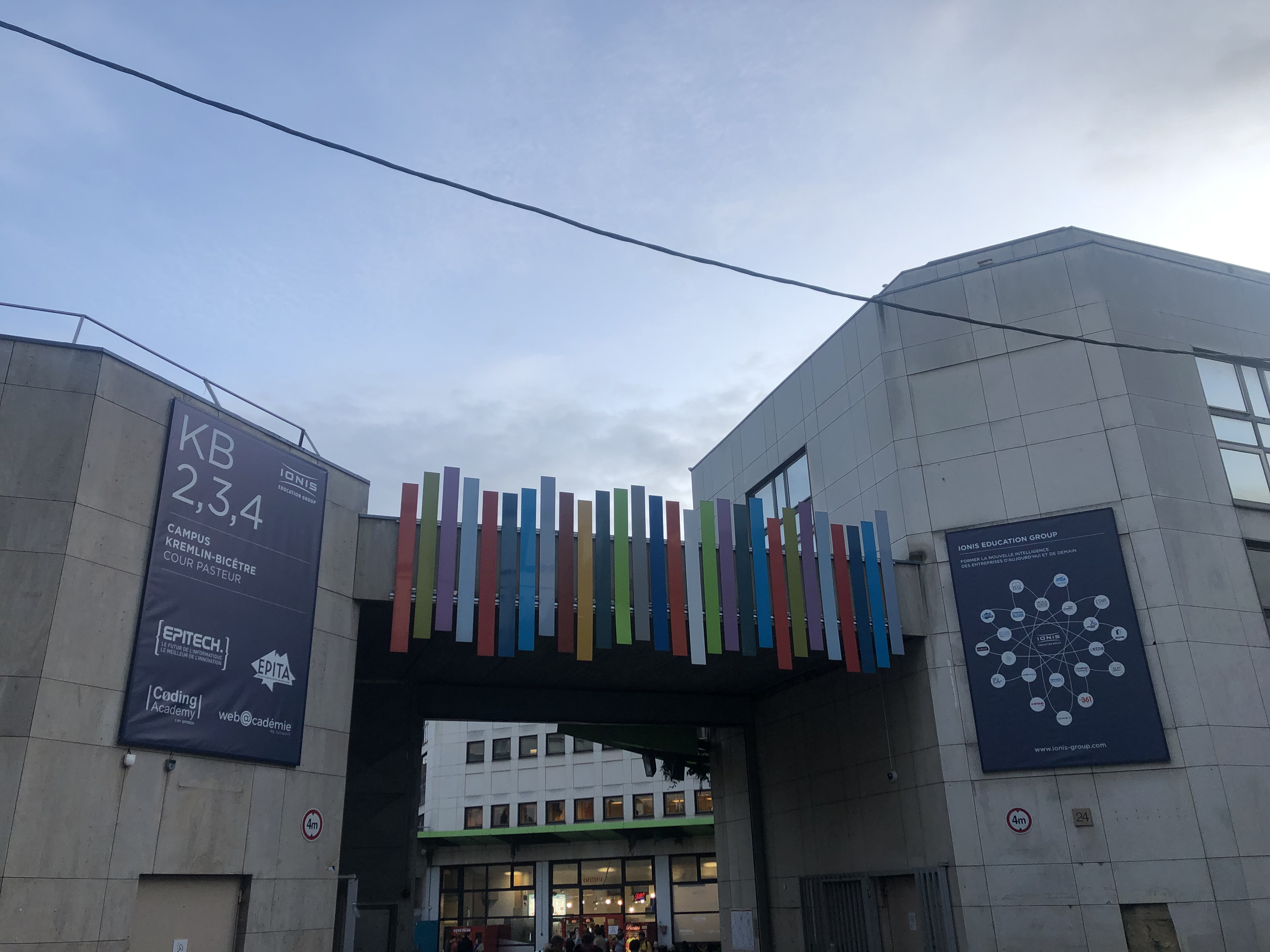
パリ本部

パリ・デジタルイノベーション大学院（パリデジタルイノベーションだいがくいん 仏: École pour l'informatique et les nouvelles technologies、英: Paris Graduate School of Digital Innovation、略称: EPITECH）は、フランスの首都パリに本部を持つ私立のIT専門の大学院大学である。
キャンパスは、フランスのパリ本部（国内都市に複数のサテライトキャンパス有り）と国外ヨーロッパ3都市（バルセロナ・ベルリン・ブリュッセル）に有する。
フランスの私立高等教育グループIONIS Education Group（グランゼコールであるEPITA等も運営）の傘下大学院である。

## 歴史
1999年にヨーロッパ理工学院（European Institute of Information Technology）として設立された。その後、Paris Graduate School of Digital Innovation（仏: École pour l'informatique et les nouvelles technologies, EPITECH）の名称になった。

## 専攻
- Information Technology (IT)
- Digital Management (DM)

学生数は約5,500人程度で、全てのコースで英語を使用し、独自のPBL授業メソッドを用いて、IT専門知識とリーダーシップ・イノベーション力を兼ね備えた上級エンジニアを養成するユニークな教育体系となっている。
著名な卒業生として、DevOps技術で欠かせないコンテナ型仮想化ソフトウェアDockerのCo-founder/CTOのソロモン・ハイクスがいる。

## 日本の学生交流協定校
- 芝浦工業大学
- 大阪工業大学
- お茶の水女子大学